# Monte di Bologna
Monte di Bologna (in latino Mons de Bononia; fl. XIV secolo) è stato un pittore italiano, attivo nella metà del XIV secolo.

## Biografia

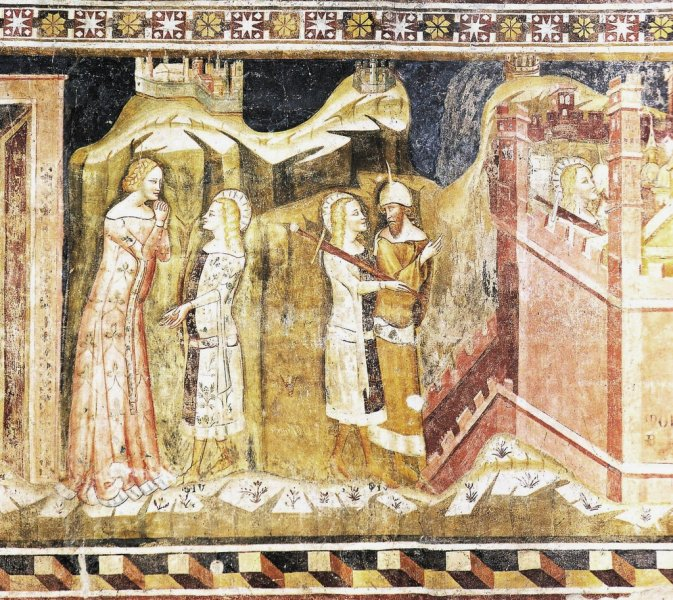
Storie di san Giuliano, transetto nord, Cattedrale di San Vigilio, Trento.

Nativo di Bologna, è conosciuto per l'affresco con le Storie di san Giuliano, unica sua opera certa, presente nel Duomo di Trento e risalente al 1350-1360 circa . Monte fece parte della vivace scuola bolognese di pittura, i cui rappresentanti, seguendo l'esempio di Vitale da Bologna, migrarono verso il Friuli e lungo la valle dell'Adige.
Monte è in ogni caso pittore di buona tecnica, che era maturato nella fase di assestamento di Vitale; Monte ha buone capacità nella narrazione delle scene: i personaggi, i paesaggi e le città animano le sue scene in maniera animata, in maniera molto simile alle Storie di Giuseppe dell'oratorio di Mezzaratta, ora nella Pinacoteca Nazionale di Bologna, dimostrando influssi provenienti da Tommaso da Modena.
Secondo Federico Zeri è anche l'autore degli affreschi del presbiterio del Duomo di Spilimbergo.